# Степанково (Торжоцький район)
Степанково (рос. Степанково) — присілок в Торжоцькому районі Тверської області Російської Федерації.
Населення становить 33 особи. Входить до складу муніципального утворення Рудниковське сільське поселення.

## Історія
Від 2005 року входить до складу муніципального утворення Рудниковське сільське поселення.

## Населення
| 2010 |
| ---- |
| 33   |